# Барановская, Елена Анатольевна
Елена Анатольевна Барановская (бел. Алена Анатольеўна Бараноўская; 27 апреля 1967) — белорусская художница-живописец, педагог.
Родилась 27.04.1967 в г. Минске (Беларусь) в семье будущего народного художника Республики Беларусь Анатолия Васильевича Барановского. С 1984—1990 — училась в Белорусском государственном театрально-художественном институте (Белорусская государственная академия искусств на кафедре станковой живописи (преподаватели В. Громыко, М. Меренков). Участница художественных выставок с 1986 г. С 1991 г. — член общественного объединения «Белорусский союз художников». С 2006 г. по настоящее время — педагог в ГУО «Гимназия-колледж искусств имени И. О. Ахремчика».
Постоянная участница республиканских, международных, зарубежных и групповых выставок. Имеет 16 персональных выставок в Беларуси и других странах.
Работы находятся в собраниях Национального художественного музея Республики Беларусь, Национального центра современных искусств Республики Беларусь, Национальной библиотеки Беларуси, Дворца Независимости (Минск), Администрации Президента Республики Беларусь, посольстве Республики Беларусь в Англии, фондах Белорусского союза художников, Светлогорской картинной галереи «Традиция» им. Г. М. Прянишникова, районных музеев Беларуси, а также в коллекциях банков, частных коллекциях США, Швейцарии, Италии, Германии, Израиля, ЮАР, Японии, Китая, России, Польши и др.
Барановская Е. А. награждена золотой медалью Министерства культуры СССР (1990), грамотой Министерства образования Республики Беларусь (2013), грамотой Министерства культуры Республики Беларусь за активную творческую деятельность (2015), грамотой Министерства образования Республики Беларусь (2017).